# Sarmatia antonia
Sarmatia antonia là một loài bướm đêm trong họ Erebidae.